# Tragic Black
Tragic Black è una band statunitense composta da cinque membri, suona il genere Death rock/Darkwave e proviene da Salt Lake City, Utah. La band si formò nell'estate del 2000 dall'unione dei musicisti Vision e Vyle.

## Storia del gruppo
Tragic black era un concetto pensato da Vision nell'estate del 2000. Vyle (tastiere), Ashe (chitarra) & Vision (vocalist) formarono un trio e suonarono per la prima volta ad Halloween nel 2000. Poco dopo, Toni (basso) fu ammesso nel gruppo al basso. Circa sei mesi dopo un nuovo musicista, Hex (chitarra ritmica), fu aggiunto e Ashe lasciò. Dopo solo 3 show Hex lasciò la band per seguire altri programmi e la formazione rimase Vision, Vyle, e Toni fino alla primavera del 2002.
Più tardi nel corso di quell'anno, Stich si unì ai Tragic Black come nuovo bassista. Stich portò una nuova dinamica alla band e la musica progredì enormemente. A causa di problemi con h Toni, nell'estate del 2003 egli fu mandato via dalla band in malo modo.
La formazione rimase dunque Vision, Vyle, e Stich fino alla primavera del 2004 quando Stich lasciò la band per sposarsi e seguire altri progetti. Rimase comunque per alcuni mesi per suonare nelle date che la band aveva già programmato ma poi si trasferì a Londra per vivere con sua moglie Barb (DJane Darlin' Grave) e formò la sua band All Gone Dead. Tragic Black e Stich rimasero in buoni rapporti e si proposero di fare un tour insieme per riportare lo spirito di accomunanza sul palco.
Ashe fu riammesso nella band nella primavera del 2004 e suonò il suo primo concerto con la band al memorial Rozz Williams del 2004 a Salt Lake City. Nell'autunno del 2004, Hex tornò a SLC e si riunì alla band quale nuovo bassista.

## Tempi recenti
Nell'estate del 2005, Seputus si unì al gruppo come batterista. La band ora incorporava elementi sia di batteria elettronica che reale. Dopo molti album autoprodotti, la band fu avvicinata dalla Strobelight Records nell'estate del 2005 e firmò un accordo. Pubblicarono il loro terzo album The Decadent Requiem il 17 febbraio del 2006.
Il 2 giugno del 2006, la band suonò al Wave-Gotik-Treffen assieme ad altri tra cui All Gone Dead e Bloody Dead and Sexy. Più tardi nel corso della stessa estate, la band fece un annuncio ufficiale nel proprio sito su Myspace in cui si dichiarava che il chitarrista, Ashe, era stato mandato via dalla band e sarebbe stato rimpiazzato.
Nel 2007, Hex ha lasciato ufficialmente la band per ragioni sconosciute ed è stato rimpiazzato da Jesse James (che suona la chitarra anche nella band gothic rock Redemption, della quale fa parte anche Ashe come chitarrista). I Tragic Black pubblicarono un nuovo lavoro intitolato "The Cold Caress" il 17 agosto del 2007 per la Strobelight Records e per la Shadowplay Records (Russia). Alcuni pezzi dall'album, "The Cold Caress", e "Bodies on the Avenue", possono essere ascoltate nella loro pagina di Myspace.
Il 21 settembre del 2007, Stich rientrato a Salt Lake City si è riunito ai Tragic Black. Egli è ora il secondo chitarrista così come si nota sulla pagina di myspace.

## Formazione

### Formazione attuale
- Jesse James - chitarra principale
- Stich - chitarra accompagnatoria
- Seputus - percussioni/programmi elettronici
- Vyle - basso
- Vision - voce

### Ex componenti
- Toni - chitarra
- Ashe - chitarra
- Hex - chitarra

## Discografia

### Albums
- Articulate Lacerations (2002)
- Burnt Black (2005)
- The Decadent Requiem (2006)
- The Cold Caress  (2007)

### E.P.
- Vatican Demonica (2002) Mp3.com exclusive.
- The Sixx Premonitions (2004)